# Френцель, Карл (эсэсовец)
Карл Август Вильгельм Френцель (нем. Karl August Wilhelm Frenzel; 20 августа 1911, Цеденик, Германская империя — 2 сентября 1996, Гарбсен, Германия) — обершарфюрер СС, комендант лагеря I в лагере смерти Собибор.

## Биография
Карл Френцль родился 20 августа 1911 года в семье железнодорожного связиста Отто Френцеля и его супруги Минны. У него было три брата, двое из которых погибли во Второй мировой войне, и одна сестра. Семья жила в Грюнеберге. С 1918 по 1926 года посещал народную школу в Ораниенбурге, затем учился на плотника в Цеденике, сдав в июле 1930 года экзамен на звание подмастерье. После непродолжительного периода безработицы с осени 1930 по июнь 1933 года работал в мясной лавке в Ораниенбурге.
1 августа 1930 года вступил в НСДАП (билет № 334948) и Штурмовые отряды (СА). Летом 1933 года был принят на работу в полицию в Грюнеберге. Осенью 1933 года уволился из полиции и до 1935 года работал столяром на фабрике военного снаряжения в Грюнеберге. С 1 сентября 1935 года и до августа 1939 года занимал должность смотрителя в администрации замка Лёвенберг.
27 августа 1939 года был призван в 211-й строительный батальон, подразделение трудового фронта, подчиненное вермахту. 1 сентября 1939 года батальон был переброшен к польской границе, но в дальнейших боях не принимал участие; в его задачи входил демонтаж польских укреплений. Френцель был вскоре демобилизован как отец многодетного семейства. В декабре 1939 года был ознакомлен с программой эвтаназии Т-4 и в следующем году поступил на службу в центр умерщвления Графенек, где изначально работал в прачечной, а затем охранником. В конце 1940 года был переведен в центр смерти Хадамар, где занимался сжиганием трупов людей, убитых в газовой камере. С осени 1941 года работал в центре смерти Бернбург. В середине апреля 1942 года был отозван в Берлин и вместе с другими сотрудниками программы Т-4 отправлен в Люблин.
С 28 апреля 1942 года служил в лагере смерти Собибор, где летом 1942 года стал комендантом лагеря I, в котором жили и выполняли принудительные работы еврейские заключённые. Френцель участвовал в отборе евреев в газовую камеру, а также избивал заключённых кожаной плетью. В 1943 году один из заключённых предпринял неудачную попытку самоубийства, перерезав себе вены. Френцель, считавший, что ни один еврей не имеет права сам себя лишать жизни, сначала избил этого заключённого, а потом застрелил. Во время восстания заключённых 14 октября 1943 года Френцеля хотели запереть в бараке плотников, где его должен был убить Семён Розенфельд, но этот план не сработал. Во время побега 600 заключённых он открыл огонь по беглецам из пулемета.
В декабре 1943 года был переведён в Триест в оперативную зону Адриатического побережья. Там Френцель был членом ««особого отдела R», занимавшимся уничтожением евреев, конфискацией еврейского имущества и борьбой с партизанами. В качестве унтер-офицера  полиции Френцель служил в Триесте и Фиуме. Весной 1944 года упал с мотоцикла и был госпитализирован.
После окончания войны был взят в плен американскими войсками и интернирован под Мюнхеном, однако уже в мае 1945 года был освобожден и до августа 1945 года работал на кухне в одном из лагерей для интернированных.
С ноября 1945 года жил в Гёттингене. Рядом с бывшим лагерем Фридланд был организован оптовый рыбный склад, где Френцель вскоре нашёл работу. Впоследствии 9 месяцев работал плотником в Гисене. В 1947 году устроился на работу в киностудию в Гёттингене в качестве постановщика сцены. 22 марта 1962 года был арестован и помещен в следственный изолятор. На Собиборском процессе, проходившем с 6 сентября 1965 по 20 декабря 1966 года в Хагене, Френцелю было предъявлено обвинение в убийстве 42 человек и пособничестве в убийстве 250 000 человек. По окончании судебного процесса Френцель был приговорён к пожизненному заключению за убийство в 9 случаях и участие в убийстве 150 000 человек в Собиборе. 21 декабря 1975 года был освобождён досрочно. В период с 5 мая 1980 по 1 сентября 1981 года вновь находился в заключении, однако дальнейшее исполнение наказания в порядке помилования было отменено. 28 октября 1982 года постановлением земельного суда в Хагене пожизненное заключение было заменено на условный срок. В 1983 году дал интервью бывшему узнику Собибора Томасом Блаттом. 4 октября 1985 года в ходе кассационного процесса был повторно приговорён к пожизненному заключению, однако из-за преклонного возраста и по состоянию здоровью не отбывал наказание. До своей смерти в 1996 году жил в доме для престарелых в Гарбсене.